# Phryno desita
Phryno desita là một loài ruồi trong họ Tachinidae.